# Убийца Гоблинов
Goblin Slayer (яп. ゴブリンスレイヤー Гобурин Сурэия:) — серия ранобэ Кумо Кагю, выпускаемая издательством SB Creative с 15 февраля 2016 года с иллюстрациями Нобору Каннацуки. По итогам 2016 года в рейтинге популярности ранобэ формата бункобон Kono Light Novel ga Sugoi! Goblin Slayer заняло пятое место, а совокупный тираж всех томов превысил два миллиона экземпляров. С 25 мая 2016 года в журнале Monthly Big Gangan выпускается манга-адаптация работы авторства мангаки Косукэ Куросэ. 7 октября 2018 года на различных телеканалах Японии стартовал показ аниме-адаптации режиссёра Такахару Одзаки производства студии White Fox, а спустя пять лет, 6 октября 2023 года, — её второго сезона, снятого Мисато Такадой на студии Liden Films.
Первоначально работа публиковалась онлайн с октября 2012 года, но Кумо Кагю регулярно предпринимались попытки участия произведения на различных конкурсах для возможности его коммерческой публикации. На турнире Fujimi Fantasia 2014 года Goblin Slayer не сумел преодолеть стадию третьего предварительного раунда. В 2015 году по итогам GA Bunko Taisho конкурсная работа Кумо Кагю Tenka Isshu Ujizane Muyo Ken (яп. 天下一蹴氏真無用剣) сумела войти в число 12 лучших из 847 претендентов, в результате чего журнал GA Bunko решил одобрить начало коммерческого издания с февраля 2016 года.
Помимо основной серии выпускается несколько спин-оффов произведения в форматах ранобэ и манги. На территории Северной Америки франшиза с конца 2016 года публикуется издательством Yen Press, на русском — «Истари комикс».

## Сюжет
Действие ранобэ происходит в фэнтезийном мире, в котором объединённые в гильдию искатели приключений выполняют контракты по найму. Пятнадцатилетняя жрица, завершив обучение в одном из местных храмов, решает присоединиться к одной из подобных групп, собранной из таких же новичков, чтобы использовать собственные навыки во благо людям. Целью первой миссии искателей приключений становится контракт на уничтожение логова гоблинов, однако из-за недооценки противника все члены группы кроме жрицы и бойца, которая подверглась изнасилованию гоблинами, погибают, а ей на помощь в последний момент приходит неизвестный мужчина в латных доспехах. Им оказывается герой, получивший прозвище «Убийца Гоблинов», который берёт жрицу под свою опеку и обучает её методам борьбы с гоблинами, представляющими серьёзную угрозу окружающему населению.

## Главные герои
Убийца Гоблинов (яп. ゴブリンスレイヤー Гобурин Сурэйя:) — главный герой сериала, опытный искатель приключений серебряного ранга, достигший его многолетним уничтожением гоблинов. Для их истребления использует любые методы: от ловушек до трофейного оружия.
Сэйю: Юитиро Умэхара
Жрица (яп. 女神官 Онна синкан) — молодая сирота, выступающая в команде охотников на гоблинов в качестве мага-хилера.
Сэйю: Юй Огура
Высшая эльфийка-лучница (яп. 妖精弓手 Эруфу) — 2000-летняя высшая эльфийка (яп. 上森人 хай эруфу, букв. «высший лесной человек»), искательница приключений серебряного ранга, посланница лесных эльфов.
Сэйю: Нао Тояма
Дворф-шаман (яп. 鉱人道士 Дова:фу) — искатель приключений серебряного ранга, посланник дворфов.
Сэйю: Юити Накамура
Ящер-жрец (яп. 蜥蜴僧侶 Ридза:доман) — искатель приключений серебряного ранга, посланник ящеролюдей.
Сэйю: Томокадзу Сугита

## Медиа

### Ранобэ

#### Список томов
| №  | Японский         | Японский                                                               | Русский         | Русский                |
| №  | Дата публикации  | ISBN                                                                   | Дата публикации | ISBN                   |
| -- | ---------------- | ---------------------------------------------------------------------- | --------------- | ---------------------- |
| 1  | 15 февраля 2016  | ISBN 978-4-7973-8615-8                                                 | март 2021       | ISBN 978-5-907014-85-5 |
| 2  | 14 мая 2016      | ISBN 978-4-7973-8752-0                                                 | март 2021       | ISBN 978-5-907014-86-2 |
| 3  | 15 сентября 2016 | ISBN 978-4-7973-8834-3                                                 | март 2021       | ISBN 978-5-907014-87-9 |
| 4  | 14 января 2017   | ISBN 978-4-7973-8955-5 ISBN 978-4-7973-8956-2 (лимитированное издание) | март 2021       | ISBN 978-5-907014-88-6 |
| 5  | 15 мая 2017      | ISBN 978-4-7973-9158-9                                                 | 5 февраля 2025  | ISBN 978-5-907340-96-1 |
| 6  | 15 сентября 2017 | ISBN 978-4-7973-9159-6 ISBN 978-4-7973-9160-2 (лимитированное издание) |                 |                        |
| 7  | 15 марта 2018    | ISBN 978-4-7973-9161-9 ISBN 978-4-7973-9529-7 (лимитированное издание) |                 |                        |
| 8  | 15 октября 2018  | ISBN 978-4-7973-9809-0 ISBN 978-4-7973-9808-3 (лимитированное издание) |                 |                        |
| 9  | 14 декабря 2018  | ISBN 978-4-7973-9812-0 ISBN 978-4-7973-9811-3 (лимитированное издание) |                 |                        |
| 10 | 15 марта 2019    | ISBN 978-4-8156-0095-2 ISBN 978-4-8156-0094-5 (лимитированное издание) |                 |                        |
| 11 | 13 сентября 2019 | ISBN 978-4-8156-0330-4                                                 |                 |                        |
| 12 | 14 февраля 2020  | ISBN 978-4-8156-0332-8                                                 |                 |                        |
| 13 | 15 октября 2020  | ISBN 978-4-8156-0640-4                                                 |                 |                        |
| 14 | 12 марта 2021    | ISBN 978-4-8156-0812-5 ISBN 978-4-8156-0811-8 (лимитированное издание) |                 |                        |
| 15 | 13 сентября 2021 | ISBN 978-4-8156-1152-1 ISBN 978-4-8156-1192-7 (лимитированное издание) |                 |                        |
| 16 | 14 июля 2022     | ISBN 978-4-8156-1346-4                                                 |                 |                        |

### Манга

#### Список томов
| №  | Японский         | Японский               | Русский         | Русский                |
| №  | Дата публикации  | ISBN                   | Дата публикации | ISBN                   |
| -- | ---------------- | ---------------------- | --------------- | ---------------------- |
| 1  | 13 сентября 2016 | ISBN 978-4-7575-5116-9 | 20 октября 2022 | ISBN 978-5-907539-13-6 |
| 2  | 25 февраля 2017  | ISBN 978-4-7575-5258-6 | 25 октября 2022 | ISBN 978-5-907539-14-3 |
| 3  | 13 сентября 2017 | ISBN 978-4-7575-5471-9 | 25 октября 2022 | ISBN 978-5-907539-15-0 |
| 4  | 13 марта 2018    | ISBN 978-4-7575-5603-4 | 17 марта 2023   | ISBN 978-5-907539-16-7 |
| 5  | 25 сентября 2018 | ISBN 978-4-7575-5860-1 | 20 июня 2023    | ISBN 978-5-907539-17-4 |
| 6  | 13 декабря 2018  | ISBN 978-4-7575-5944-8 | 11 января 2024  | ISBN 978-5-907775-13-8 |
| 7  | 25 июня 2019     | ISBN 978-4-7575-6175-5 | 25 марта 2024   | ISBN 978-5-907775-14-5 |
| 8  | 25 ноября 2019   | ISBN 978-4-7575-6388-9 | 3 октября 2024  | ISBN 978-5-907775-15-2 |
| 9  | 12 февраля 2020  | ISBN 978-4-7575-6521-0 | 3 октября 2024  | ISBN 978-5-907775-16-9 |
| 10 | 12 октября 2020  | ISBN 978-4-7575-6904-1 | 3 октября 2024  | ISBN 978-5-907775-17-6 |
| 11 | 24 апреля 2021   | ISBN 978-4-7575-7219-5 | 8 августа 2025  | ISBN 978-5-907539-76-1 |
| 12 | 25 декабря 2021  | ISBN 978-4-7575-7650-6 | 8 августа 2025  | ISBN 978-5-907539-77-8 |
| 13 | 25 августа 2022  | ISBN 978-4-7575-8090-9 |                 |                        |
| 14 | 25 мая 2023      | ISBN 978-4-7575-8582-9 |                 |                        |
| 15 | 25 марта 2024    | ISBN 978-4-7575-9117-2 |                 |                        |
| 16 | 25 февраля 2025  | ISBN 978-4-7575-9693-1 |                 |                        |

## Критика
Ранобэ получило сдержанную оценку рецензентов. По мнению критика Anime News Network Ребекки Сильверман, сцены сражений построены по схожей нарративной модели, в которую включены многочисленные элементы насилия над женщинами. Выбор персонажей, на взгляд Сильверман, во многом содержит типичные элементы жанра гарем с преобладанием женских персонажей вокруг главного героя. Замалчивание автором настоящих имён героев вызвало у обозревателя недоумение, поскольку этот аспект затруднял чтение и без того непростых диалогов некоторых персонажей. Кроме того было отмечено, что ряд героев обладает непоследовательными поведением, а юмористические вставки с шутками над эльфами и гномами достаточно быстро приедаются.
Манга-адаптация Косукэ Куросэ была охарактеризована как развивающая тему сомнительного фансервиса сексуального насилия, не способствующего раскрытию персонажей, но обладающая приятной стилистикой изображений и хорошим темпом повествования. По итогам первых двух серий аниме-адаптации Кристофером Фаррисом из Anime News Network были высказаны опасения в качестве самой фабулы произведения, изобиловавшей, по его мнению, непоследовательностью в базисных сюжетных деталях, что привело к странному мизантропскому оттенку всей работы. Визуальная составляющая сериала получила хорошую оценку критика, который тем не менее обратил внимание на злоупотребление стилем компьютерной графики при появлении в кадре главного героя — Убийцы Гоблинов. Однако Фаррис подчеркнул, что хотя сериал и сможет найти своего зрителя, набор положительных аспектов у работы весьма невелик.